# Fechtweltmeisterschaften 1953
Die 9. Fechtweltmeisterschaft fand 1953 in Brüssel statt. Es wurden acht Wettbewerbe ausgetragen, sechs für Herren und zwei für Damen.

## Herren

### Florett, Einzel
| Platz | Land | Sportler            |
| ----- | ---- | ------------------- |
| 1     | FRA  | Christian d’Oriola  |
| 2     | ITA  | Edoardo Mangiarotti |
| 3     | ITA  | Manlio Di Rosa      |

### Florett, Mannschaft
| Platz | Land       | Sportler                                                                                                   |
| ----- | ---------- | --- |
| 1     | Frankreich | Claude Bancilhon, Christian d’Oriola, Jacques Lataste, Claude Netter, Jacques Noël, Adrien Rommel          |
| 2     | Italien    | Giancarlo Bergamini, Manlio Di Rosa, Roberto Ferrari, Edoardo Mangiarotti, Renzo Nostini, Antonio Spallino |
| 3     | Ungarn     | Aladár Gerevich, József Gyuricza, Lajos Maszlay, Endre Palócz, József Sákovics, Endre Tilli                |

### Degen, Einzel
| Platz | Land | Sportler           |
| ----- | ---- | ------------------ |
| 1     | HUN  | József Sákovics    |
| 2     | HUN  | Barnabás Berzsenyi |
| 3     | ITA  | Fiorenzo Marini    |

### Degen, Mannschaft
| Platz | Land       | Sportler |
| ----- | ---------- | --- |
| 1     | Italien    | Giorgio Anglesio, Franco Bertinetti, Giuseppe Delfino, Dario Mangiarotti, Edoardo Mangiarotti, Carlo Pavesi |
| 2     | Frankreich | Édouard Artigas, Daniel Dagallier, Maurice Huet, Armand Mouyal, Jean-Pierre Muller, Gérard Rousset          |
| 3     | Schweiz    | Jules Amez-Droz, Richard Amstad, Michel Evéquoz, Umberto Menegalli, Fernand Thiébaud, Mario Valota          |

### Säbel, Einzel
| Platz | Land | Sportler        |
| ----- | ---- | --------------- |
| 1     | HUN  | Pál Kovács      |
| 2     | HUN  | Aladár Gerevich |
| 3     | HUN  | Rudolf Kárpáti  |

### Säbel, Mannschaft
| Platz | Land    | Sportler                                                                                      |
| ----- | ------- | --------------------------------------------------------------------------------------------- |
| 1     | Ungarn  | Tibor Berczelly, Aladár Gerevich, Rudolf Kárpáti, Pál Kovács, Bertalan Papp, László Rajcsányi |
| 2     | Italien | Gastone Darè, Roberto Ferrari, Renzo Nostini, Domenico Pace, Vincenzo Pinton, Mauro Racca     |
| 3     | Polen   | Zbigniew Czajkowski, Zygmunt Pawlas, Jerzy Pawłowski, Leszek Suski, Wojciech Zabłocki         |

## Damen

### Florett, Einzel
| Platz | Land | Sportlerin    |
| ----- | ---- | ------------- |
| 1     | ITA  | Irene Camber  |
| 2     | FRA  | Renée Garilhe |
| 3     | FRG  | Ilse Keydel   |

### Florett, Mannschaft
| Platz | Land       | Sportlerinnen                                                                                            |
| ----- | ---------- | --- |
| 1     | Ungarn     | Ilona Elek, Margit Elek, Katalin Kiss, Magda Zsabka                                                      |
| 2     | Frankreich | Kate Delbarre, Renée Garilhe, Marguerite Lavagne, Françoise Mailliard, Raymonde Pécheux, Régine Veronnet |
| 3     | Italien    | Irene Camber, Welleda Cesari, Alberta Lorenzoni, Silvia Strukel, Jenny Zanelli                           |